# Leon Hirszenberg
Leon (Lajbuś) Hirszenberg (ur. 27 czerwca 1869 w Łodzi, zm. 31 maja 1945 w Paryżu) – polski malarz pochodzenia żydowskiego. Brat Samuela i Henryka Hirszenbergów oraz szwagier Henryka Glicensteina.

## Życiorys
Urodził się 27 czerwca 1869 w Łodzi. Jego rodzicami byli Sura (Sara) Perla Awner (ur. 1845 w Tuszynie, zm. 26 kwietnia 1906 w Łodzi) oraz Dawid (ur. 1844 w Zgierzu, zm. 4 sierpnia 1907 w Łodzi) Hirszenbergowie. Początkowo pobierał nauki malarstwa w łódzkiej pracowni swojego starszego brata Samuela. Około 1890 roku wyjechał do Monachium, by tam kontynuować naukę w jednej z prywatnych szkół. Kilka lat później powrócił do Łodzi i poświęcił się pracy malarskiej. Wystawiał swoje dzieła kilka razy w rodzinnym mieście, a także w warszawskiej Zachęcie oraz w Towarzystwie Przyjaciół Sztuk Pięknych w Krakowie (1893). W połowie lat 90. XIX wieku powrócił do Łodzi – wystawiał prace w warszawskiej Zachęcie (1897) oraz w łódzkim Salonie Zygmunta Bartkiewicza (1898). W tamtym czasie swoje prace sygnował pseudonimem „Noel”, żeby odróżnić je od prac brata.
W latach 1899–1900 przebywał we Włoszech, gdzie był stypendystą (wraz z Henrykiem Glicensteinem) berlińskiego Towarzystwa Sztuk Pięknych. Swoje prace prezentował na wystawach w Pałacu Serlupi (1899), w Salonie Zygmunta Bartkiewicza oraz na Wystawie Sztuk Pięknych Józefa Pawłowskiego. W 1902 roku w łódzkim Salonie Jana Grodka zaprezentował m.in. obrazy: Idyllę, Łączkę, Ulicę w Lutomiersku, Drogę do wsi, Stary cmentarz w Lutomiersku oraz Monte Mario o zmroku. Pod koniec 1902 roku wyjechał na stałe do Francji. Mieszkał w Paryżu, skąd często odbywał podróże do Concarneau. W tym czasie, najprawdopodobniej poprzez Olgę Boznańską, poznał Władysława Ślewińskiego, którego twórczość wyraźnie wpłynęła na styl malarski Leona. We Francji należał do Koła Polskiego Artystyczno-Literackiego, a jego prace prezentowane były na Salonie d’Automne oraz Salonie Société Nationale des Beaux-Arts (1904). Pomimo emigracji wystawiał swoje prace w Łodzi, warszawskiej Zachęcie (1903, 1904, 1905, 1906) oraz krakowskim Towarzystwie Przyjaciół Sztuk Pięknych (1905, 1906). Na przełomie 1905 i 1906 roku ponownie przebywał we Włoszech (m.in. w Rzymie).
W 1905 roku Leon Hirszenberg osiadł na stałe w miejscowości Perros-Guirec w Bretanii. Wystawiał w tym czasie swoje prace w Paryżu (m.in. na Salonie Niezależnych w 1911 i 1912 roku), jednak nigdy nie zdobył większego rozgłosu. Do dzisiaj nie zachowało się wiele prac artysty. Kilka z nich jest w posiadaniu Muzeum Sztuki w Łodzi. 10 grudnia 1907 ożenił się w Paryżu z Marią Bulpą. Zmarł w Paryżu 31 maja 1945 roku.